# Запах женщины (фильм, 1992)
«За́пах же́нщины» (англ. Scent of a Woman) — американская драма 1992 года, четвёртый полнометражный фильм режиссёра Мартина Бреста, рассказывающий историю ученика подготовительной школы, который устраивается на краткосрочную работу в качестве компаньона/ассистента к отставному армейскому подполковнику, слепому, подавленному и раздражительному.
Фильм был экранизирован Бо Голдманом по мотивам итальянского романа Джованни Арпино «Il buio e il miele» (итал. Мрак и мёд), по которому Дино Ризи уже поставил итальянский фильм «Запах женщины» (1974).
В фильме снимались американские кинозвёзды Аль Пачино и Крис О'Доннелл, а также Джеймс Ребхорн, Филип Сеймур Хоффман, Габриэль Анвар и Брэдли Уитфорд в ролях второго плана.
Съёмки фильма проходили в основном в штате Нью-Йорк, а также в Принстонском университете. Сцены были сняты в школе Эммы Уиллард, школе для девочек в городе Трой, штат Нью-Йорк, а также в отеле «Уолдорф-Астория» и школе Филдстона в Нью-Йорке.
Фильм вышел в ограниченный прокат 23 декабря 1992 года, а в общенациональный прокат — 8 января 1993 года. В целом картина получила положительные отзывы критиков и имела кассовый успех. Пачино получил премию «Оскар» за лучшую мужскую роль. Фильм был номинирован на лучшую режиссуру, лучший фильм и лучший сценарий на основе ранее созданных или опубликованных материалов.
Фильм получил 3 премии «Золотой глобус» – за лучший сценарий, лучшую мужскую роль в драме и лучший драматический фильм.

## Сюжет
Чарли Симмс учится на стипендию в Бэйрде, престижной подготовительной школе Новой Англии (регион США). Женщина нанимает его присматривать за её дядей, подполковником армии в отставке Фрэнком Слэйдом, на выходные в День благодарения. Чарли соглашается, чтобы купить билет на самолёт домой, в Грешем, штат Орегон, на Рождество. Он обнаруживает, что Фрэнк - слепой ветеран Вьетнамской войны с многочисленными наградами, который ведет закрытый образ жизни, много пьет виски и отличается крутым нравом.
Чарли и ещё один ученик, Джордж Уиллис-младший, становятся свидетелями того, как трое одноклассников устроили розыгрыш, чтобы унизить директора, мистера Траска. Позже Траск узнаёт о двух свидетелях и безуспешно пытается заставить их назвать имена виновных. Он тайно предлагает Чарли взятку: рекомендательное письмо для поступления в Гарвардский университет. Траск назначает заседание школьного дисциплинарного комитета на понедельник после Дня благодарения.
Фрэнк Слэйд неожиданно берет Чарли с собой в поездку в Нью-Йорк и устраивает их проживание в отеле "Уолдорф-Астория". Во время ужина в "Дубовом зале" отеля "Плаза" Фрэнк рассказывает, что цель его поездки — остановиться в первоклассном отеле, насладиться хорошей едой и вином, навестить своего старшего брата и заняться сексом с "потрясающей" женщиной. После этого он намерен покончить с собой.
В День благодарения они без приглашения навещают брата Фрэнка в его доме в Уайт-Плейнс. Выясняется, как Фрэнк был ослеплен. Он жонглировал боевыми гранатами, чтобы покрасоваться перед группой молодых офицеров, и одна из них взорвалась. Фрэнк грубо и намеренно провоцирует всех на обеде, который заканчивается стычкой со своим племянником Рэнди.
Когда они возвращается в Нью-Йорк, Чарли упоминает о своей проблеме в школе. Фрэнк советует Чарли выдать виновных и воспользоваться случаем, чтобы поступить в Гарвард. Он предупреждает, что Джордж, вероятно, поддастся давлению Траска, поэтому Чарли должен действовать первым и извлечь выгоду. Находясь в ресторане, Фрэнк замечает аромат Донны, молодой женщины, ожидающей своего кавалера. Он представляется и приглашает её на танцпол, где они исполняют зажигательное танго. Вечером водитель и Чарли отвозят Фрэнка в отель, где он встречается с женщиной - представительницей высококлассного эскорта, выполняя заявленные цели своей поездки.
На следующее утро Фрэнк, пребывающий в глубоком унынии, не проявляет интереса к предложениям Чарли на этот день, пока Чарли не предлагает ему провести тест-драйв на новом Ferrari Mondial. Фрэнк уговаривает продавца позволить им взять машину. Оказавшись в дороге, Фрэнк снова впадает в депрессию, пока Чарли не разрешает ему сесть за руль. Фрэнк ликует, пока его не останавливает полицейский. Фрэнк убеждает полицейского отпустить их, не показывая, что он слепой.
Вернув машину, Фрэнк снова впадает в уныние. Он переходит дорогу на красный свет и чудом избегает столкновения с несколькими машинами. Когда они возвращаются в отель, Фрэнк посылает Чарли купить сигар. Чарли уходит, но, заподозрив неладное, возвращается и обнаруживает Фрэнка в парадной форме, готовящегося совершить самоубийство с помощью служебного пистолета. После драматичного разговора между ними Фрэнк отступает и убирает пистолет, Чарли убеждает его, что ему есть ради чего жить и что он должен мужественно смотреть в лицо обстоятельствам.
В понедельник утром дисциплинарный комитет проводит официальное расследование в отношении Чарли и Джорджа, на котором в качестве зрителей присутствуют остальные ученики. Неожиданно появляется Фрэнк и садится рядом с Чарли, представляясь другом семьи. Когда Джорджа-младшего попросили назвать имена совершивших вандальный розыгрыш, он заявил, что не надел контактные линзы, поэтому не мог разглядеть их лица. Через некоторое время после давления со стороны Траска и отца, Джордж называет имена трех своих друзей.
Траск переходит к допросу Чарли. Чарли отказывается называть имена и ссылается на то, что не разглядел их. Траск рекомендует его исключить. Фрэнк произносит речь в защиту Чарли и раскрывает попытку подкупа. Он осуждает Траска за то, что тот не соответствует собственным стандартам, и призывает комитет ценить честность Чарли. Дисциплинарный комитет назначает зачинщикам испытательный срок, отказывает Джорджу в поощрении за то, что он назвал их имена, и освобождает Чарли от участия в судебном разбирательстве.
Пока Чарли провожает Фрэнка к его лимузину, профессор политологии Кристин Даунс, член дисциплинарного комитета, благодарит Фрэнка за его речь. Фрэнк флиртует с Кристин и производит на неё впечатление, называя название её духов. Позже он точно описывает Чарли Кристину, в том числе её рост и цвет волос. Чарли провожает Фрэнка домой, где Фрэнк радостно приветствует детей своей племянницы.

## В ролях
| Актёр                | Роль                     |
| -------------------- | ------------------------ |
| Аль Пачино           | подполковник Фрэнк Слэйд |
| Крис О’Доннелл       | Чарли Симмс              |
| Филип Сеймур Хоффман | Джордж Уиллис-младший    |
| Джеймс Ребхорн       | директор школы Траск     |
| Брэдли Уитфорд       | Рэнди                    |
| Габриэль Анвар       | Донна                    |
| Ричард Вентуре       | В. Р. Слэйд              |
| Рошель Оливер        | Гретхен                  |

| Актёр             | Роль            |
| ----------------- | --------------- |
| Маргарет Эджинтон | Гейл            |
| Том Риис Фэррелл  | Гарри           |
| Николас Сэдлер    | Гарри Хэвмайер  |
| Тодд Луизо        | Трент Поттер    |
| Джин Кэнфилд      | Мэнни           |
| Фрэнсис Конрой    | Кристин Даунс   |
| Джун Скуибб       | миссис Хансэкер |
| Рон Элдард        | офицер Гор      |

## Съёмочная группа
- Оператор: Доналд И. Торин
- Сценарист: Бо Голдмэн
- Продюсер: Мартин Брест
- Монтажёр: Уильям Стайнкамп, Майкл Троник, Харви Розенсток
- Композитор: Томас Ньюман
- Художник: Энджело П. Грэм
- Костюмы: Од Бронсон-Хауард
- Декорации: У. Стивен Грэм
- Хореография: Джерри Митчелл, Пол Пелликоро

## Критика
На агрегаторе рецензий Rotten Tomatoes у фильма «Запах женщины» 85 % одобрения из 48 рецензий. Единодушное мнение сайта гласит: «Возможно, фильм больше зависит от игры Аль Пачино, чем от самой драмы, но какова эта игра — большая, смелая, временами чрезмерная и наконец дающая Академии повод присудить звезде его первый „Оскар“». На Metacritic фильм получил 59 баллов из 100 на основе 14 отзывов критиков, что означает «смешанные отзывы».
Фильм критиковали за его длительность. Тодд Маккарти из Variety сказал, что «фильм длится на час дольше, чем нужно». Дэвид Ансен из Newsweek писал, что «задумка с двумя персонажами не оправдывает двух с половиной часов хронометража».

## Премии и награды
- 1992 — премия Нью-Йоркской ассоциации кинокритиков за лучшую мужскую роль (Аль Пачино, 3-е место)
- 1993 — премия «Оскар» за лучшую мужскую роль (Аль Пачино), а также три номинации: лучший фильм (Мартин Брест), лучший режиссёр (Мартин Брест), лучший адаптированный сценарий (Бо Голдман)
- 1993 — три премии «Золотой глобус»: лучший фильм — драма, лучшая мужская роль — драма (Аль Пачино), лучший сценарий (Бо Голдман), а также номинация за лучшую мужскую роль второго плана (Крис О’Доннелл)
- 1993 — премия Ассоциации кинокритиков Чикаго самому многообещающему актёру (Крис О’Доннелл), а также номинация за лучшую мужскую роль (Аль Пачино)
- 1993 — номинация на премию Гильдии сценаристов США за лучший адаптированный сценарий (Бо Голдман)
- 1994 — номинация на премию BAFTA за лучший адаптированный сценарий (Бо Голдман)